# 林川郡
林川郡（イムチョンぐん、임천군）は現在の韓国忠清南道扶余郡南部地域にあった行政区画である。1914年、扶余郡に統廃合された。

## 歴史
本来百済の加林郡だったが、757年（景徳王16年）嘉林に直されて熊州に隷属した。995年（成宗14年）林州刺史を置いたが、1018年（顕宗9年）再び嘉林県に直して県令を置いた。1315年（忠粛王2年）、元の平章事阿孛海の妻趙氏の故郷と呼ばれ、知林州事に昇格した。
1394年（太祖3年）、明の朝廷に入った宦者陳漢龍の請で府に昇格した。1401年（太宗1年）に還元され、1403年に再び宦者朱允瑞の請に府になった。1413年、林川に直されて郡となった。1914年、行政区域改編の際、扶余郡に編入され、林川面となった。
林川は地形的に南と東が錦江下流に接しており、北と西は老姑山から伸びた山脈が塞がっており、古くから軍事的に重要視していた場所である。鎮山である聖興山には百済の東城王が築城した山城があった。武霊王の時に加林城主が反乱を起こしたが惨殺されたことがある。
新羅武烈王の時、扶余を攻撃しながら、ここが天恵の要塞とし、攻撃を避け、先に扶余を陥落した後、文武王の時に城を占領した。高麗末期に倭寇が何度もここを攻撃し、宣祖の時に李夢鶴が反乱を起こした時もここを拠点とした。
林川は錦江下流にあったので、朝鮮時代には海倉を置いてここの物産を集めて西海に送った。また、ここは場巌津・古多津・浪清津・菁浦津・南塘津・上之浦津などの多くの港を通じて扶余・石城・恩津・龍安・咸悦・韓山などにつながった。霊楡駅を通じて鴻山と続いて錦江下流の軍事交通の要地だった。ここのカラムシの織物は韓山と共に古くから有名だった。

## 旧新対照
| 旧県場                                        | 1914年        | 現在          | 現在                           |
| --------------------------------------------- | ------------- | ------------- | ------------------------------ |
| 林川郡東辺面                                  | 扶余郡林川面  | 扶余郡林川面  | 군사리、구교리、칠산리         |
| 林川郡西辺面                                  | 扶余郡林川面  | 扶余郡林川面  | 만사리、발산리                 |
| 林川郡豆谷面                                  | 扶余郡林川面  | 扶余郡林川面  | 두곡리                         |
| 林川郡紙谷面                                  | 扶余郡林川面  | 扶余郡林川面  | 옥곡리、탑산리、비정리、가신리 |
| 林川郡城北面점리                              | 扶余郡林川面  | 扶余郡林川面  | 점리                           |
| 林川郡草洞面                                  | 扶余郡세도면  | 扶余郡세도면  | 청송리（청룡）、간대리、동사리 |
| 林川郡世道面                                  | 扶余郡세도면  | 扶余郡세도면  | 청포리、귀덕리                 |
| 林川郡仁義面                                  | 扶余郡세도면  | 扶余郡세도면  | 장산리、가회리                 |
| 林川郡新里面                                  | 扶余郡세도면  | 扶余郡세도면  | 청송리（상송・하송）、수고리   |
| 林川郡白岩面반조원리・화수리                  | 扶余郡세도면  | 扶余郡세도면  | 반조원리, 화수리               |
| 林川郡白岩面사랑리・산사리                    | 扶余郡 장암면 | 扶余郡세도면  | 사산리                         |
| 林川郡 남산면 (南山面)                        | 扶余郡 장암면 | 扶余郡 장암면 | 장하리, 하황리, 상황리         |
| 林川郡 내동면 (內洞面)                        | 扶余郡 장암면 | 扶余郡 장암면 | 정암리, 북고리                 |
| 林川郡 북변면 (北邊面)                        | 扶余郡 장암면 | 扶余郡 장암면 | 합곡리, 원문리                 |
| 林川郡 성북면 지근리·토산리                   | 扶余郡 장암면 | 扶余郡 장암면 | 지토리                         |
| 林川郡 박곡면 (朴谷面) 점상리·구리곡리·지경리 | 扶余郡 장암면 | 扶余郡 장암면 | 점상리                         |
| 林川郡 박곡면 만지리·소년동                   | 扶余郡 충화면 | 扶余郡 충화면 | 만지리                         |
| 林川郡 팔충면 (八忠面)                        | 扶余郡 충화면 | 扶余郡 충화면 | 지석리, 천당리, 팔충리, 복금리 |
| 林川郡 가화면 (可化面)                        | 扶余郡 충화면 | 扶余郡 충화면 | 현미리, 청남리, 오덕리, 가화리 |
| 林川郡 홍화면 (洪化面)                        | 扶余郡 양화면 | 扶余郡 양화면 | 송정리, 벽용리, 수원리         |
| 林川郡 상지면 (上芝面)                        | 扶余郡 양화면 | 扶余郡 양화면 | 상촌리, 시음리                 |
| 林川郡 대동면 (大洞面)                        | 扶余郡 양화면 | 扶余郡 양화면 | 내성리, 암수리, 입포리         |
| 林川郡 적량면 (積良面)                        | 扶余郡 양화면 | 扶余郡 양화면 | 족교리, 오량리, 초왕리         |